# X&Y
X&Y este al treilea album al formației britanice de rock Coldplay. Albumul a fost introdus pe piața britanică în data de 6 iunie 2005 de Parlophone, iar, o zi mai târziu, a fost introdus pe piața americană de către Capitol Records. Albumul a fost produs de Coldplay și producătorul Danton Supple. Albumul este cunoscut pentru dezvoltarea sa tulbure și urgentă, producătorul Ken Nelson având de la început sarcina de a produce marea majoritate a albumului, care a fost, în cele din urmă, modificat din cauza disatisfacției membrilor trupei. Pe coperta albumului este scris "X&Y" în codul Baudot. Până în prezent a fost vândut în peste 10.5 milioane de exemplare în toata lumea. A fost cel mai bine vândut album al anului 2005 cu peste 8.3 milioane de exemplare.

## Lista pieselor
1. "Square One" (4:47)
2. "What If" (4:57)
3. "White Shadows" (5:28)
4. "Fix You" (4:54)
5. "Talk" (5:11)
6. "X&Y" (4:34)
7. "Speed of Sound" (4:48)
8. "A Message" (4:45)
9. "Low" (5:32)
10. "The Hardest Part" (4:57)
11. "Swallowed In The Sea" (3:58)
12. "Twisted Logic" (5:01, actual song ends at 4:26)
13. "'Til Kingdom Come" (4:12) (hidden track)